# كارين هيوز
كارين هيوز (بالفرنسية: Karen Hughes)‏ (و. 1956 – م) هي دبلوماسية أمريكية ولدت في باريس لعائلة أمريكية. عملت كارين كموظفة رفيعة في البيت الأبيض في إدارة جورج بوش الابن.